# Joan III de Constantinoble
Joan III de Constantinoble o Joan Escolàstic (en llatí: Joannes Scholasticus, en grec antic: Ίώαννης Γ' ό Σχολαστικός) o també Joan d'Antioquia o Joan Apocrisiari (segle vi) va ser un advocat que va exercir a la seva ciutat natal i més tard es va fer sacerdot i prevere, i llavors va agafar el nom d'Apocrisiari, que significa agent o gestor de l'església davant la cort imperial. Va viure en temps de Justinià I.
L'any 565 va ser nomenat Patriarca de Constantinoble al cap de tres dies de ser deposat el seu antecessor, Eutiqui, i va exercir el càrrec fins al 31 d'agost del 578 en què va morir.
Va publicar una col·lecció de cànons en 50 títols titulada Συναγωγὴ κανόνων εἰς ϝ́ τίτλους διηρημένη, un llibre basat en una col·lecció de cànons anterior. És una recopilació dels temes que es van determinar canònics als diferents Concilis, i unes cartes de Basili de Cesarea. Va publicar un Nomocanon, un resum de la seva obra anterior, on hi va afegir una comparació dels rescriptes dels emperadors i les lleis civils, especialment les Novellae de Justinià. Constava de 87 capítols, que van ser molt usats i citats en èpoques posteriors.